# استر اینگلیس
استر اینگلیس ( ‎/ˈɛstər ˈɪŋɡlz/‎ EST-er ING-gəlz یا ‎/ˈɛstər ˈɪŋlz/‎ EST-er ING-əlz ) (۱۵۷۱–۱۶۲۴) یکی از اعضای ماهر طبقه صنعتگران و همچنین یک مینیاتوریست بود که در زمینه هایی مانند خوشنویسی، نوشتن و گلدوزی مهارت زیادی داشت. او در سال ۱۵۷۱ در لندن یا در دیپ به دنیا آمد و بعداً به اسکاتلند نقل مکان کرد، جایی که بعداً در آنجا بزرگ شد و ازدواج کرد. اینگلیس در طول زندگی خود حدود شصت کتاب مینیاتوری نوشت که مهارت خوشنویسی او را با نقاشی ها، پرتره ها و جلدهای گلدوزی شده نشان می دهد. او بیشتر کتاب‌هایش را به پادشاهان، الیزابت اول و جیمز ششم و افراد صاحب قدرت در دوران سلطنتشان تقدیم کرد. خانواده اینگلیس از هواداران کلیسای پروتستان بودند و به‌دلیل آزار و اذیتی که در فرانسه متحمل شدند وادار به مهاجرت شدند. عمده آثار اینگلیس نیز مذهبی هستند. او در حدود سال ۱۶۲۴ و در سن ۵۳ سالگی درگذشت.

## آثار برگزیده

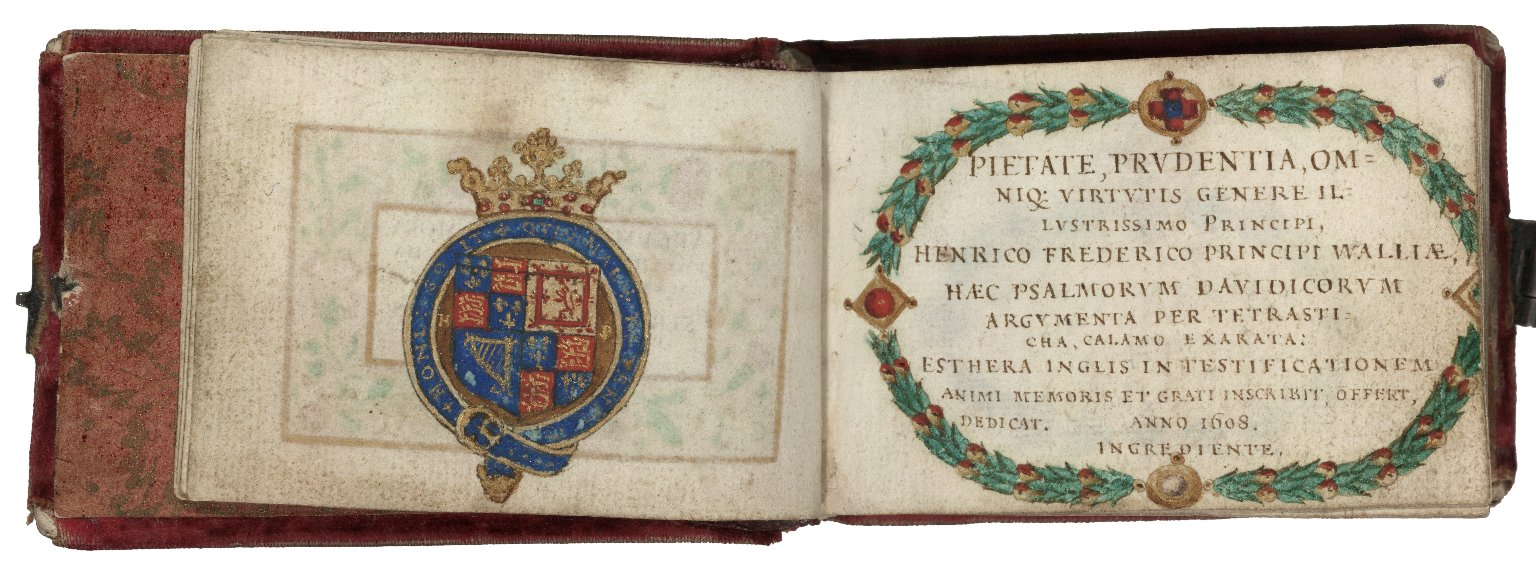
یک صفحه از ﻣﺰاﻣﻴﺮ داووﺪ، اهدا شده به شاهزاده هنری. ۱۶۰۸ میلادی
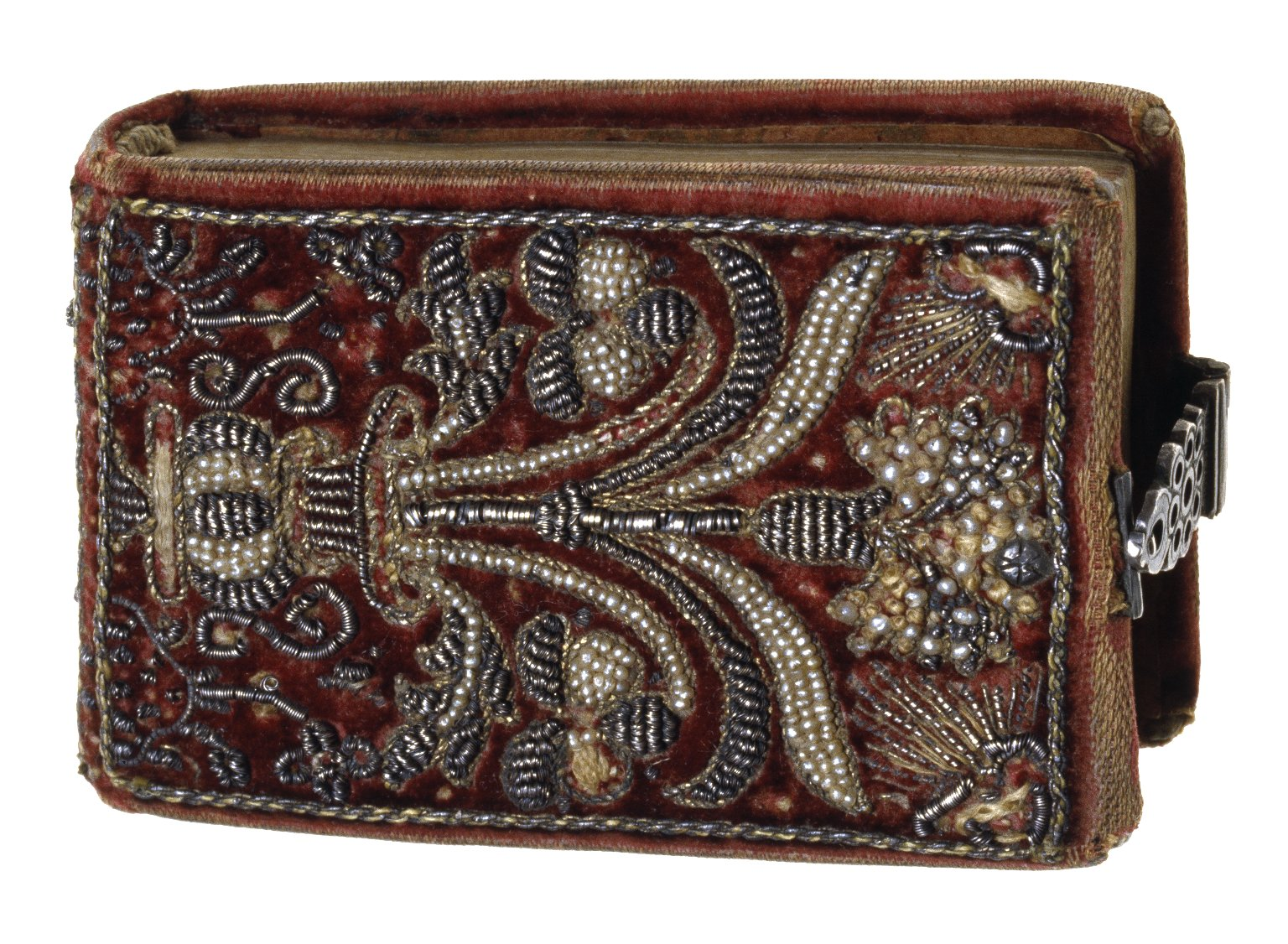
جلد گلدوزی شده مزامیر داوود. ۱۶۰۸ میلادی